# Германн Фельснер
Германн Фельснер (нім. Hermann Felsner, нар. 1 квітня 1889, Відень — пом. 6 лютого 1977, Грац) — австрійський футболіст, по завершенні ігрової кар'єри — футбольний тренер, що працював з низкою італійських команд. Найбільших успіхів досяг з «Болоньєю», яку чотири рази приводив до перемоги у чемпіонаті Італії.

## Ігрова кар'єра
У дорослому футболі дебютував 1909 року виступами за команду клубу «Вінер Шпорт-Клуб», кольори якої і захищав протягом усієї своєї кар'єри гравця, що тривала одинадцять років.

## Кар'єра тренера
Розпочав тренерську кар'єру невдовзі по завершенні кар'єри гравця, 1920 року, очоливши тренерський штаб клубу «Болонья», з командою якого пропрацював наступні одинадцять років. За цей час двічі приводив команду до перемоги у національній першості. Надалі очолював команди клубів «Фіорентина», «Самп'єрдаренезе», «Дженова 1893» та «Мілан».
1938 року удруге очолив «Болонью», з якою протягом наступних чотирьох років ще двічі вигравав Серію A.
Останнім місцем тренерської роботи був клуб «Ліворно», команду якого Германн Фельснер очолював як головний тренер до 1950 року.
Помер 6 лютого 1977 року на 88-му році життя у місті Грац.

## Титули і досягнення
- Чемпіон Італії (4):

«Болонья»: 1924–25, 1928–29, 1938–39, 1940–41
- Володар Кубка Італії (1):

«Дженова 1893»: 1936–37